# Língua de sinais nigeriana
A língua de sinais nigeriana ou língua gestual nigeriana) é a língua de sinais (pt: língua gestual) usada pela comunidade surda da Nigéria.